# دونيس سيتي
دونيس سيتي (بالإنجليزية: Dunes City, Oregon)‏ هي مدينة تقع في مقاطعة ليني بولاية أوريغون في الولايات المتحدة. تبلغ مساحة هذه المدينة 8.99 (كم²)، وترتفع عن سطح البحر 11.9 م، بلغ عدد سكانها 1303 نسمة في عام 2010 حسب إحصاء مكتب تعداد الولايات المتحدة.

## التركيبة السكانية
قام مكتب تعداد الولايات المتحدة بتحديد بيانات التركيبة السكانية لدونيس سيتيفي تعداد الولايات المتحدة. في ما يلي، التركيبة السكانية حسب تعدادي 2000 و2010.

### تعداد عام 2000
بلغ عدد سكان دوني أكرس 213 نسمة بحسب تعداد عام 2000، وبلغ عدد الأسر 101 أسرة وعدد العائلات 76 عائلة مقيمة في البلدة. في حين سجلت الكثافة السكانية 99.7 نسمة لكل ميل مربع (38.5/كم2). وبلغ عدد الوحدات السكنية 154 وحدة بمتوسط كثافة قدره 72.0 نسمة لكل ميل مربع (27.8/كم2).
وتوزع التركيب العرقي للبلدة بنسبة 99.06% من البيض و 0.94% من عرقين مختلطين أو أكثر.
بلغ عدد الأسر 101 أسرة كانت نسبة 13.9% منها لديها أطفال تحت سن الثامنة عشر تعيش معهم، وبلغت نسبة الأزواج القاطنين مع بعضهم البعض 67.3% من أصل المجموع الكلي للأسر، ونسبة 5.0% من الأسر كان لديها معيلات من الإناث دون وجود شريك، وكانت نسبة 23.8% من غير العائلات. تألفت نسبة 20.8% من أصل جميع الأسر من أفراد ونسبة 13.9% كانوا يعيش معهم شخص وحيد يبلغ من العمر 65 عاماً فما فوق. وبلغ متوسط حجم الأسرة المعيشية 2.39، أما متوسط حجم العائلات فبلغ 2.11.
بلغ العمر الوسطي للسكان 60 عاماً. وكانت نسبة 11.7% من القاطنين تحت سن الثامنة عشر، وكانت نسبة 3.3% بين الثامنة عشر والأربعة وعشرون عاماً، ونسبة 13.1% كانت واقعةً في الفئة العمرية ما بين الخامسة والعشرون حتى والأربعة وأربعون عاماً، ونسبة 33.8% كانت ما بين الخامسة والأربعون حتى الرابعة والستون، ونسبة 38.0% كانت ضمن فئة الخامسة والستون عاماً فما فوق. يوجد لكل 100 أنثى 104.8 ذكر، ويوجد لكل 100 أنثى في الثامنة عشر من عمرها فما فوق 97.9 ذكر.
بلغ متوسط دخل الأسرة في البلدة 94,843 دولار، أما متوسط دخل العائلة فبلغ 102,524 دولار. وكان متوسط دخل الذكور 83,632 دولار مقابل 41,250 دولار للإناث. وسجل دخل الفرد الخاص بالبلدة 68,051 دولار.

### تعداد عام 2010
بلغ عدد سكان دونيس سيتي 1,303 نسمة بحسب تعداد عام 2010، وبلغ عدد الأسر 609 أسرة وعدد العائلات 407 عائلة مقيمة في المدينة. في حين سجلت الكثافة السكانية 482.6 نسمة لكل ميل مربع (186.3/كم2). وبلغ عدد الوحدات السكنية 845 وحدة بمتوسط كثافة قدره 313.0 لكل ميل مربع (120.8/كم2).
وتوزع التركيب العرقي للمدينة بنسبة 95.4% من البيض و 0.7% من الأمريكيين الأصليين و 0.7% من الأمريكيين ذوي الأصول الآسيوية و 0.1% من سكان جزر المحيط الهادئ و 0.2% من الأمريكيين الأفارقة و 2.5% من عرقين مختلطين أو أكثر.
بلغ عدد الأسر 609 أسرة كانت نسبة 16.3% منها لديها أطفال تحت سن الثامنة عشر تعيش معهم، وبلغت نسبة الأزواج القاطنين مع بعضهم البعض 58.1% من أصل المجموع الكلي للأسر، ونسبة 5.4% من الأسر كان لديها معيلات من الإناث دون وجود شريك، بينما كانت نسبة 3.3% من الأسر لديها معيلون من الذكور دون وجود شريكة وكانت نسبة 33.2% من غير العائلات. تألفت نسبة 25.1% من أصل جميع الأسر من أفراد ونسبة 15.6% كانوا يعيش معهم شخص وحيد يبلغ من العمر 65 عاماً فما فوق. وبلغ متوسط حجم الأسرة المعيشية 2.51، أما متوسط حجم العائلات فبلغ 2.14.
بلغ العمر الوسطي للسكان 59.4 عاماً. وكانت نسبة 13.4% من القاطنين تحت سن الثامنة عشر، وكانت نسبة 3.2% بين الثامنة عشر والأربعة وعشرون عاماً، ونسبة 10.9% كانت واقعةً في الفئة العمرية ما بين الخامسة والعشرون حتى والأربعة وأربعون عاماً، ونسبة 37% كانت ما بين الخامسة والأربعون حتى الرابعة والستون، ونسبة 35.5% كانت ضمن فئة الخامسة والستون عاماً فما فوق. وتوزع التركيب الجنسي للسكان بنسبة 50.5% ذكور و49.5% إناث.

## وصلات خارجية
- www.dunescity.com
- The US50 - Cities and Towns in Oregon State